# Eclagnens
Eclagnens was een gemeente en plaats in het Zwitserse kanton Vaud en maakt sinds 1 januari 2008 deel uit van het district Gros-de-Vaud. Voor 2008 maakte de gemeente deel uit van het toenmalige district Echallens.

## Geschiedenis
De gemeente is in 2011 samen met de gemeenten Goumoens-la-Ville en Goumoens-le-Jux opgegaan in de nieuwe gemeente Goumoëns.
Eclagnens telt 89 inwoners.